# Nordische Badmintonmeisterschaft
Die Nordischen Badmintonmeisterschaften waren ein jährlich stattfindendes Badmintonturnier der skandinavischen Staaten. Das Turnier fand erstmals 1962 statt und wurde bis 1988 jährlich ausgetragen. Danach fand es im zweijährigen Rhythmus statt, welcher sich beim Wechsel in Jahren mit ungeraden Jahreszahlen 1995 sogar einmal auf drei Jahre erhöhte. 1999 wurden die Nordischen Meisterschaften letztmals ausgetragen.

## Die Sieger
| Saison | Herreneinzel           | Dameneinzel           | Herrendoppel                         | Damendoppel                                   | Mixed                                      |
| ------ | ---------------------- | --------------------- | ------------------------------------ | --------------------------------------------- | ------------------------------------------ |
| 1962   | Knud Aage Nielsen      | Karin Jørgensen       | Bertil Glans Göran Wahlqvist         | Karin Jørgensen Ulla Rasmussen                | Poul-Erik Nielsen Ulla Rasmussen           |
| 1963   | Knud Aage Nielsen      | Ulla Rasmussen        | Henning Borch Knud Aage Nielsen      | Karin Jørgensen Ulla Rasmussen                | Henning Borch Ulla Rasmussen               |
| 1964   | Erland Kops            | Ulla Rasmussen        | Ole Mertz Jesper Sandvad             | Lizbeth von Barnekow Pernille Mølgaard Hansen | Finn Kobberø Ulla Rasmussen                |
| 1965   | Erland Kops            | Ulla Strand           | Erland Kops Klaus Kaagaard           | Karin Jørgensen Ulla Strand                   | Erland Kops Ulla Strand                    |
| 1966   | Erland Kops            | Ulla Strand           | Erland Kops Henning Borch            | Karin Jørgensen Ulla Strand                   | Per Walsøe Ulla Strand                     |
| 1967   | Erland Kops            | Eva Twedberg          | Erland Kops Henning Borch            | Lizbeth von Barnekow Ulla Strand              | Erland Kops Ulla Strand                    |
| 1968   | Erland Kops            | Jette Føge            | Svend Andersen Per Walsøe            | Anne Flindt Pernille Mølgaard Hansen          | Poul-Erik Nielsen Pernille Mølgaard Hansen |
| 1969   | Sture Johnsson         | Imre Rietveld Nielsen | Svend Pri Per Walsøe                 | Anne Flindt Pernille Mølgaard Hansen          | Per Walsøe Pernille Mølgaard Hansen        |
| 1970   | Jørgen Mortensen       | Lizbeth von Barnekow  | Svend Pri Per Walsøe                 | Anne Flindt Pernille Kaagaard                 | Svend Pri Ulla Strand                      |
| 1971   | Svend Pri              | Eva Twedberg          | Erland Kops Svend Pri                | Anne Flindt Pernille Kaagaard                 | Per Walsøe Pernille Kaagaard               |
| 1972   | Sture Johnsson         | Eva Twedberg          | Svend Pri Poul Petersen              | Lene Køppen Anne Berglund                     | Elo Hansen Ulla Strand                     |
| 1973   | Svend Pri              | Lene Køppen           | Flemming Delfs Elo Hansen            | Pernille Kaagaard Ulla Strand                 | Elo Hansen Ulla Strand                     |
| 1974   | Svend Pri              | Lene Køppen           | Svend Pri Poul Petersen              | Lene Køppen Imre Rietveld Nielsen             | Elo Hansen Pernille Kaagaard               |
| 1975   | Sture Johnsson         | Lene Køppen           | Bengt Fröman Thomas Kihlström        | Lene Køppen Inge Borgstrøm                    | Steen Skovgaard Lene Køppen                |
| 1976   | Flemming Delfs         | Lene Køppen           | Bengt Fröman Thomas Kihlström        | Lene Køppen Pia Nielsen                       | Steen Skovgaard Lene Køppen                |
| 1977   | Svend Pri              | Lene Køppen           | Bengt Fröman Thomas Kihlström        | Lene Køppen Inge Borgstrøm                    | Steen Skovgaard Lene Køppen                |
| 1978   | Morten Frost           | Lene Køppen           | Flemming Delfs Steen Skovgaard       | Lene Køppen Susanne Berg                      | Steen Skovgaard Lene Køppen                |
| 1979   | Morten Frost           | Lene Køppen           | Bengt Fröman Thomas Kihlström        | Lene Køppen Inge Borgstrøm                    | Steen Skovgaard Lene Køppen                |
| 1980   | Morten Frost           | Lene Køppen           | Morten Frost Steen Fladberg          | Lene Køppen Pia Nielsen                       | Steen Skovgaard Lene Køppen                |
| 1981   | Morten Frost           | Lene Køppen           | Morten Frost Steen Fladberg          | Lene Køppen Pia Nielsen                       | Steen Skovgaard Lene Køppen                |
| 1982   | Morten Frost           | Nettie Nielsen        | Morten Frost Steen Fladberg          | Dorte Kjær Nettie Nielsen                     | Steen Skovgaard Hanne Adsbøl               |
| 1983   | Morten Frost           | Kirsten Larsen        | Stefan Karlsson Thomas Kihlström     | Maria Bengtsson Christine Magnusson           | Thomas Kihlström Maria Bengtsson           |
| 1984   | Morten Frost           | Kirsten Larsen        | Stefan Karlsson Thomas Kihlström     | Dorte Kjær Kirsten Larsen                     | Jesper Helledie Dorte Kjær                 |
| 1985   | Ib Frederiksen         | Christine Magnusson   | Stefan Karlsson Thomas Kihlström     | Dorte Kjær Nettie Nielsen                     | Stefan Karlsson Maria Bengtsson            |
| 1986   | Michael Kjeldsen       | Kirsten Larsen        | Morten Frost Steen Fladberg          | Dorte Kjær Nettie Nielsen                     | Jan-Eric Antonsson Maria Bengtsson         |
| 1987   | Michael Kjeldsen       | Christina Bostofte    | Steen Fladberg Jan Paulsen           | Dorte Kjær Nettie Nielsen                     | Jesper Knudsen Nettie Nielsen              |
| 1988   | Morten Frost           | Kirsten Larsen        | Jens Peter Nierhoff Michael Kjeldsen | Dorte Kjær Nettie Nielsen                     | Jesper Knudsen Nettie Nielsen              |
| 1990   | Poul-Erik Høyer Larsen | Pernille Nedergaard   | Thomas Stuer-Lauridsen Max Gandrup   | Dorte Kjær Lotte Olsen                        | Thomas Lund Pernille Dupont                |
| 1992   | Thomas Stuer-Lauridsen | Christine Magnusson   | Jon Holst-Christensen Jan Paulsen    | Christine Magnusson Lim Xiaoqing              | Pär-Gunnar Jönsson Maria Bengtsson         |
| 1995   | Thomas Stuer-Lauridsen | Lim Xiaoqing          | Michael Søgaard Henrik Svarrer       | Rikke Olsen Helene Kirkegaard                 | Michael Søgaard Rikke Olsen                |
| 1997   | Peter Rasmussen        | Camilla Martin        | Jesper Larsen Jens Eriksen           | Rikke Olsen Helene Kirkegaard                 | Jens Eriksen Marlene Thomsen               |
| 1999   | Tomas Johansson        | Mette Sørensen        | Thomas Stavngaard Lars Paaske        | Ann-Lou Jørgensen Mette Schjoldager           | Fredrik Bergström Jenny Karlsson           |